# 愛天明王物語
『愛天明王物語』（あいてんみょうおうものがたり）は、見田竜介による日本の漫画。『月刊アフタヌーン』（講談社）において、1998年1月号から1999年6月号にかけて連載された。単行本は全2巻。

## 概要
悪人を救済するため現代に顕現した小さな神と、彼が出会った一人の女子高生の物語。仏教の世界観の下に、罪と罰と救いをテーマに描く。
愛天明王、獄炎天明王は実際の仏典には登場しない、作者の創作である。愛天明王は人々を救うことを望んで人間の世界に下りてきた。悪人が地獄へ落ちることを防ぐために愛天は殴打説法を行なう。罪を犯した人間を法具で殴り、痛みと恐怖を与えることでそれ以上の悪行を止めさせようとするもの。
見田竜介は敵役の怪物や男性にしばしばゾッとするような冷酷で無慈悲な顔をさせることがある。この作品には作者のそういう面が顕著に現れており、獄炎天明王が地獄の情景を見せる場面では、作者の特異的な造形が生かされている。
琴乃の周りには自身も含めて能天気な人物が多く、また人間界のことをよく知らない愛天自身のおのぼりさん的ボケもあって作品の空気を和らげているが、その事とはあまり関係なく本筋は容赦なく進む。
愛天の殴打説法を防ぐため、琴乃は悪行を見かけるたびその相手を説得し改心させようとする。だが話を聞いてもらえないのはまだ良い方で、獄炎天の忠告も空しく琴乃は悪人の毒牙にかかってしまう。
愛天は琴乃の同級生・神崎と対峙することになる。幼い頃から親に虐待されて育った彼は、すでに人を二人殺し、地獄行きが確定している。愛天は殴打説法の究極の形、神崎の命を絶つことで、彼がそれ以上罪を重ねてより深い地獄へ落ちることを防いだ。しかし琴乃は、それは救いではないと訴える。
愛天は琴乃と離れて殴打説法を続けるが、やがて自分が罰を当ててきた人間達が全く更生せずにその後も罪を繰り返していることを知る。その一方で琴乃が説得した者が善行を行なう姿を目撃する。自分のやり方の間違いを認めた愛天は一つの決断をする。

## 登場人物
愛天明王（あいてんみょうおう）
浄瑠璃世界で薬師如来に仕える明王。曼荼羅にも記されない小さな存在で、神とは言っても限られた法力しか持たない。法具・黒銅五鈷鈴（こくどうごこれい）の音を頼りに悪意を持つ人を見つけ、頭を殴りつける。
三好琴乃（みつよし ことの）
お人好しの女子高生。愛天を自分の家に居候させる。元ネタは三石琴乃か。
大原
琴乃の友人。金髪。世話焼き。
茜島千明（あかしま ちあき）
琴乃の友人。褐色肌。レズっ気あり。元ネタは御祗島千明か。
原翼（はら つばさ）
好奇心が強く、愛天について調査を進めるが、その突飛な推論がたどり着く結論は常に非現実的。
獄炎天明王（ごくえんてんみょうおう）
地獄の鬼である獄卒達を束ねる獄卒長。人間が地獄に落ちることを歓迎しており、愛天を邪魔するため人間界に来た。

## 単行本
- 1巻 1998年9月発行 ISBN 4-06-314190-X
- 2巻 1999年5月発行 ISBN 4-06-314209-4